# جوانک تبتی
جوانک تبتی (انگلیسی: A Kid from Tibet) یک فیلم در ژانر اکشن و رزمی به کارگردانی یوئن بیائو است که در سال ۱۹۹۲ منتشر شد. از بازیگران آن می‌توان به یوئن بیائو، یوئن وا، جکی چان و وو ما اشاره کرد.